# Baix Camp

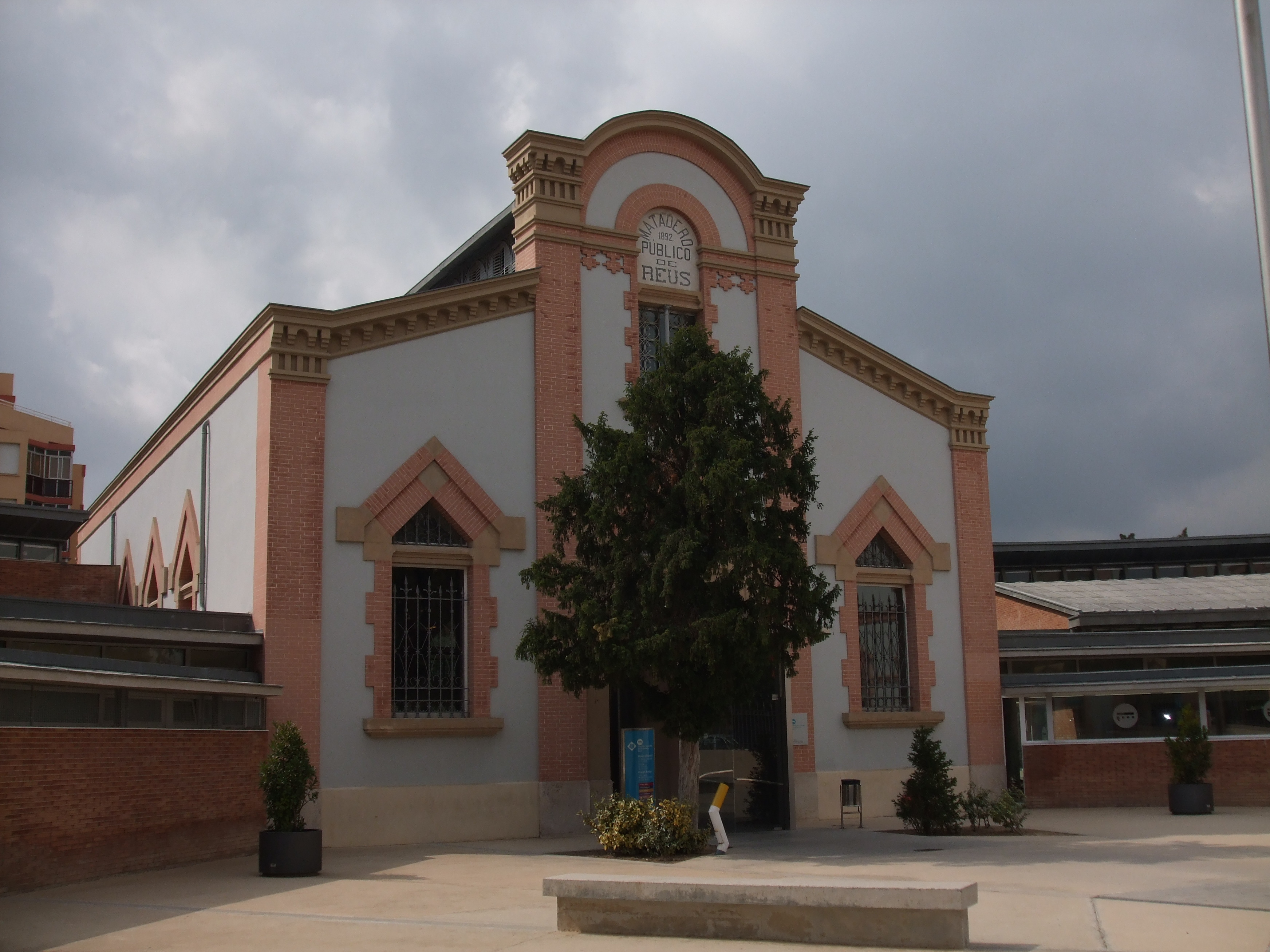
Reus

Baix Camp (spanyolul: Bajo Campo) járás Katalóniában, Tarragona tartományban. Egyike azon három járásnak, amelyekre a történelmi Camp de Tarragona fel lett osztva, 1936-ban. Baix Camp Alt Camp, Conca de Barberà, Priorat, Tarragonès, Ribera d’Ebre és Baix Ebre comarcákkal határos.

## Népesség
A járás lakossága az elmúlt években az alábbi módon változott:
| Lakosok száma | 140 217 | 143 462 | 156 312 | 167 889 | 187 403 | 190 440 | 193 455 | 188 026 | 188 841 | 204 369 |
|               | 1998    | 2000    | 2003    | 2005    | 2008    | 2010    | 2013    | 2015    | 2018    | 2024    |

## Települések
A települések utáni szám a népességet mutatja. Az adatok 2001 szerintiek.
- L’Albiol - 192
- L’Aleixar - 728
- Alforja - 1 344
- Almoster - 945
- Arbolí - 120
- L’Argentera - 145
- Les Borges del Camp - 1 620
- Botarell - 736
- Cambrils - 21 000
- Capafonts - 116
- Castellvell del Camp - 1 537
- Colldejou - 186
- Duesaigües - 201
- La Febró - 62
- Maspujols - 496
- Mont-roig del Camp - 6 753
- Montbrió del Camp - 1 492
- Prades - 561
- Pratdip - 532
- Reus - 99 505
- Riudecanyes - 734
- Riudecols - 984
- Riudoms - 5 257
- La Selva del Camp - 4 290
- Vandellòs i l’Hospitalet de l’Infant - 4 373
- Vilanova d’Escornalbou - 442
- Vilaplana - 559
- Vinyols i els Arcs - 1 264